# Rajd Dolnośląski 1996
Rajd Dolnośląski 1996 – 10. edycja Zimowego Rajdu Dolnośląskiego. Był to rajd samochodowy rozgrywany od 23 do 24 lutego  1996 roku. Była to pierwsza runda Rajdowych Samochodowych Mistrzostw Polski w roku 1996. Rajd składał się z dwudziestu jeden odcinków specjalnych.

## Wyniki końcowe rajdu[1]
| Miejsce | Kierowca            | Pilot              | Samochód                    | Czas    | Strata | Grupa Klasa |
| ------- | ------------------- | ------------------ | --------------------------- | ------- | ------ | ----------- |
| 1       | Krzysztof Hołowczyc | Maciej Wisławski   | Toyota Celica Turbo 4WD     | 1:52:24 | -      | A8          |
| 2       | Robert Herba        | Artur Skorupa      | Toyota Celica Turbo 4WD     | 1:56:55 | +4:31  | A8          |
| 3       | Robert Gryczyński   | Tadeusz Burkacki   | Toyota Celica Turbo 4WD     | 1:57:49 | +5:25  | A8          |
| 4       | Michal Rej          | Andrzej Górski     | Mitsubishi Lancer Evo III   | 2:02:02 | +9:38  | N4          |
| 5       | Leszek Kuzaj        | Andrzej Mocie      | Mitsubishi Lancer Evo III   | 2:02:13 | +9:49  | N4          |
| 6       | Waldemar Doskocz    | Aleksander Dragon  | Renault Clio Williams       | 2:03:35 | +11:11 | A7          |
| 7       | Bogdan Herink       | Barbara Stępkowska | Renault Clio Maxi           | 2:04:35 | +12:11 | A7          |
| 8       | Jerzy Wierzbołowski | Bogusław Lepiarz   | Ford Sierra RS Cosworth 4x4 | 2:09:38 | +17:14 | N4          |
| 9       | Grzegorz Skiba      | Igor Bielecki      | Lancia Delta HF Integrale   | 2:09:43 | +17:19 | A8          |
| 10      | Janusz Kulig        | Jarosław Baran     | Opel Astra GSi 16V          | 2:10:02 | +17:38 | A7          |